# Diocesi di Lacubaza
La diocesi di Lacubaza (in latino Dioecesis Lacubazensis) è una sede soppressa e sede titolare della Chiesa cattolica.

## Storia
Lacubaza, nell'odierna Tunisia, è un'antica sede episcopale della provincia romana dell'Africa Proconsolare, suffraganea dell'arcidiocesi di Cartagine.
Resta sconosciuta l'identificazione di Lacubaza, benché sia certo che fosse nella provincia Proconsolare. L'unico vescovo menzionato dalle fonti è Vindicio, il cui nome figura al 5º posto nel preambolo degli atti del concilio riunito a Cartagine dall'arcivescovo Grato nel 345/348.
Dal 1933 Lacubaza è annoverata tra le sedi vescovili titolari della Chiesa cattolica; dal 16 febbraio 2019 il vescovo titolare è Salvador González Morales, vescovo ausiliare di Città del Messico.

## Cronotassi

### Vescovi residenziali
- Vindicio † (menzionato nel 345/348)

### Vescovi titolari
- James Patrick Shannon † (8 febbraio 1965 - 1969 dimesso)
- Javier Azagra Labiano † (17 luglio 1970 - 23 settembre 1978 nominato vescovo di Cartagena)
- Robert Bell Clune † (3 maggio 1979 - 6 settembre 2007 deceduto)
- Hyacinth Oroko Egbebo, M.S.P. (23 novembre 2007 - 21 settembre 2017 nominato vescovo di Bomadi)
- Jorge Ignacio García Cuerva (20 novembre 2017 - 3 gennaio 2019 nominato vescovo di Río Gallegos)
- Salvador González Morales, dal 16 febbraio 2019